# Nuestra Señora de la Limpia y Pura Concepción
Il galeone Nuestra Señora de la Limpia y Pura Concepción fu Capitana della flotta della Nuova Spagna, e andò persa per naufragio l'11 novembre 1641, mentre trasportava un enorme tesoro.

## Storia

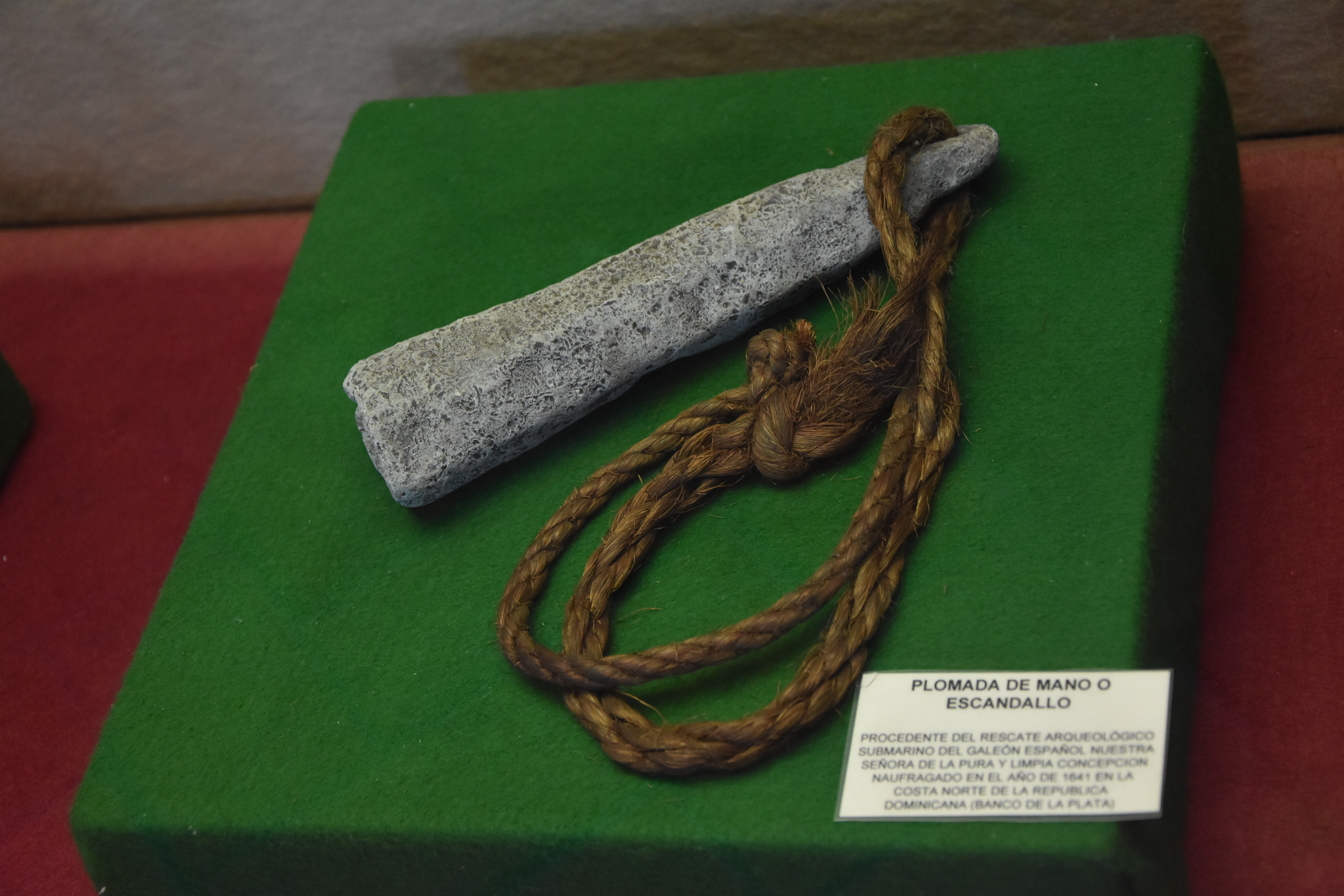
Lo scandaglio del galeone conservato presso il Museo de las Casas Reales a Santo Domingo.

Il galeone Nuestra Señora de la Limpia y Pura Concepción fu costruito nel cantiere navale de l'Avana, a Cuba, nel 1620 come nave mercantile, e successivamente, al fine di prestare servizio nella Flotta della Nuova Spagna, fu ristrutturata rinforzando i ponti e aggiungendo i castelli di prua e di poppa e 40 cannoni di bronzo.
Il 24 aprile 1641 nave salpò da Cadice come Capitana della flotta della Nuova Spagna, e aveva a bordo il nuovo Viceré del Messico, Diego López Pacheco Cabrera y Bobadilla duca di Escalona, che portava con sé le sacre reliquie a protezione del viaggio, tra cui una spina della corona di Cristo e un dito di Sant'Andrea. Il galeone arrivò senza problemi a Veracruz, dove rimase  un mese subendo dei danni mentre era all'ancora. I danni non erano ancora stati riparati del tutto, ma re Filippo IV aveva bisogno di fondi per sostenere la guerra contro olandesi e francesi.
Il 23 luglio 1641 la flotta della Nuova Spagna salpò da Veracruz, in Messico, per il suo viaggio di ritorno nella penisola iberica. Il convoglio era composto da trenta navi con in testa, come Capitana, il galeone San Pedro y San Pablo, e in coda, come Almiranta, il Nuestra Señora de la Pura y Limpia Concepción con a bordo il viceammiraglio Juan de Villavicencio.
A bordo di quest'ultima si trovava un carico di inestimabile valore, non meno di 25 tonnellate di oro e argento e migliaia di monete con lo stemma di Filippo IV, corrispondenti alla maggior parte della produzione di oro e di argento delle miniere del Messico e di Potosí, in Bolivia, degli ultimi due anni. Inoltre, nelle stive, si trovavano un carico di porcellane cinesi della dinastia Ming, gioielli, gli effetti personali della vedova di Hernán Cortés e l'immancabile merce di contrabbando in oro e argento, che rappresentava almeno un terzo del carico ufficiale.
Dopo aver fatto scalo all'Avana, dove Villavicencio chiese al capitano generale il permesso di completare le riparazioni dei danni, ma esso gli fu negato perché era già settembre, la flotta ha riprese il viaggio, passando con successo il canale delle Bahamas, ma al largo della Florida la flotta fu sorpresa da un uragano che affondò tre delle navi. Il Nuestra Señora de la Limpia y Pura Concepción riuscì a salvarsi, ma perse l'albero di maestra e quello di prua, due ancore, tre scialuppe, mentre merci varie e anche alcune persone finirono in mare. Armando solo l'albero di trinchetto, che era danneggiato, Villavicencio e i piloti Bartolome Guillén e Mathias Destevan Arte decisero di navigare verso sud alla ricerca di Porto Rico o delle Bahamas, ma il galeone era in balia delle forti correnti marittime che lo portarono completamente fuori rotta. 
Dopo un mese di navigazione alla cieca, alle 20:00 del 30 ottobre 1641, la nave si scontrò violentemente con le scogliere sommerse site a 75 miglia nautiche a nord di Hispaniola. Il danno iniziale allo scafo del galeone era stato lieve, ma i tentativi dell'equipaggio di liberarlo dagli scogli, lanciando in mare alcuni pezzi di artiglieria e delle merci nel tentativo di alleggerire la nave, aprirono comunque diverse falle nello scafo. Il rollio della nave su una punta di corallo fece sì che lo scafo si spezzasse a poppa, e l'11 novembre il Nuestra Señora de la Limpia y Pura Concepción affondò tra due costoni corallini, adagiandosi a una profondità di 15 metri. Si salvò una sola scialuppa che trasportava 32 passeggeri importanti e ufficiali di alto rango, compreso il viceammiraglio Villavicencio. La barca navigò per quattro giorni a sud finché non videro l'ovest di Puerto Plata, ma poiché non c'era nessuno, continuarono la navigazione costiera fino a Montecristi. Il resto delle persone a bordo sfidò il mare usando 8 zattere a vela fatte con il legname della nave. Due delle più grandi seguirono le indicazioni dei piloti che volevano raggiungere Porto Rico, e naufragarono a La Anegada. Le restanti 6 zattere navigarono verso sud, ed alcune di loro arrivarono sulla costa settentrionale di Hispaniola. Gli ultimi 25 uomini rimasti a bordo nel castello di poppa scaricarono parte dell'oro e dell'argento e lo collocarono in cima agli scogli per facilitarne il successivo recupero. Una volta che la nave affondò completamente, questi ultimi decisero di costruire una zattera, ma solo uno di loro sopravvisse e raggiunse la terraferma. Delle 532 persone presenti a bordo ella nave se ne salvarono 194.
Dato il preziosissimo carico presente a bordo vennero subito organizzate delle spedizioni per tentarne il recupero, organizzate dallo stesso Villavicencio, ma la burocrazia, le tempeste e bucanieri francesi glielo impedirono di farlo. Pochi decenni dopo il naufragio, nel 1687, William Phips, un capitano di nave del New England, incontrò per caso un sopravvissuto del Nuestra Señora de la Limpia y Pura Concepción, che gli rivelò la esatta posizione del relitto in cambio di una parte del bottino. Senza perdere tempo Phips, sostenuto finanziariamente dal duca di Albermarle, noleggiò due navi: la fregata da 22 cannoni James and Mary, comandata da lui, e lo sloop Henry of London, al comando dal suo amico capitano Francis Rogers. Con loro andò a Hispaniola, e per ingannare le autorità spagnole, rimase in porto con la fregata James and Mary come se fosse dedito al commercio, mentre Rogers andava alla ricerca del relitto sull'altra nave, nella quale trasportava anche degli indiani caraibici capaci di immergersi a più di 15 metri di profondità. Il compito non era facile, perché dopo quarant'anni il legno era scomparso e si potevano localizzare i resti del galeone solamente grazie ai cannoni che erano fra tre grandi masse di corallo che si stagliavano con la bassa marea, al centro della scogliera. Con le ricchezze che recuperò, Phips, che aveva iniziato come pastore e falegname prima di diventare capitano di mare, ritornò in Inghilterra con quasi 30 tonnellate di monete. Dopo aver diviso i suoi guadagni con i suoi compagni e con la Corona britannica, ricevette il titolo di Sir e finì per diventare governatore della colonia americana del Massachusetts nel 1692 durante la prima guerra franco-indiana. Tuttavia, dopo molte disgrazie morì in carcere a Londra all'età di 44 anni.
Da quel momento in poi, la Concepción cadde nell'oblio per quasi tre secoli. Fu solo negli anni sessanta del XX secolo che ci fu un risveglio di interesse per la sfortunata nave e, più in particolare, per il carico che Phips non aveva recuperato. Il famoso esploratore oceanografico Jacques Cousteau tentò, invano, di localizzarlo nel 1968. Il relitto suscitò l'interesse del cacciatore di tesori nordamericano Burt Webber che finì per trovare il taccuino di Rogers per una serie di coincidenze. Durante un'indagine nell'Archivo de Indias di Siviglia incontrò Jack Hasckins che stava cercando informazioni sulla Concepción e che aveva individuato il diario di Phips dove non c'erano informazioni utili. Tuttavia, nell'aprile del 1978 il professore della London School of Economics Peter Earle, che stava progettando di scrivere un libro sull'argomento, scrisse una lettera a Webber che includeva una frase scritta casualmente: A proposito, ho il diario di bordo di Francis Rogers.... Quando Webber lesse il diario di Rogers, esso forniva con dovizia di particolari la posizione del relitto e non esitava a descriverla come la nave più ricca che sia mai salpata dalle Indie. Come se non bastasse forniva l'elenco di quanto recuperato nel 1687, e chiariva che, senza contare il carico non dichiarato, più della metà della ricchezza trasportata dal galeone rimaneva ancora in fondo al mare.
Webber si preparò quindi a organizzare una spedizione di recupero, e raggiunse un accordo con le autorità dominicane in base al quale esse avrebbero conservato i pezzi di valore storico e fino al cinquanta per cento di ciò che era stato salvato in monete. I lavori furono eseguiti rapidamente e consentirono il recupero di quasi 60.000 monete, gioielli, catene d'oro, strumenti di navigazione e oggetti curiosi come un baule con doppio fondo dove erano nascoste monete di contrabbando. L'operazione fu un successo economico, ma anche un disastro per l'archeologia marittima, poiché Webber non seguì alcun tipo di metodologia o documentazione scientifica e distrusse il sito. Da allora, il sito dove giace il Concepción continua ad essere scavato dalla compagnia di Burt Webber e da altri cacciatori di tesori, come Tracy Bowden. L'attenzione è ora sulla spedizione di ceramiche e monete della dinastia Ming. Nessuno sa esattamente quanto sia stato trasportato nelle stive si stima tuttavia che, tra il carico ufficiale e quello di contrabbando, il valore complessivo del carico ammonti a cento milioni di euro. La leggenda che assicurava che le stive della Concepción non fossero in grado di contenerne le ricchezze sembra rimanere viva quasi quattro secoli dopo il fatidico giorno in cui naufragò.

### Fonti
1. 1 2 3 4 5 6 7 8 9 10 11 12 13 14 15 16 17 18 19 20 21 22 23 24 25  National Geographic.
2. 1 2 3 4 5 6 7 8 9 10 11 12 13 14  Shiplib.
3. 1 2 3 4 5 6 7  Fotosuba.
4. ↑  Kuwayama 1997, p. 21.
5. ↑  Walker 1997, p. 102.